# Inkubační doba
Inkubační doba představuje období mezi vstupem infekčního původce do organismu a prvním nástupem klinických příznaků či symptomů nemoci (případně mezi požitím jedu a prvními příznaky otravy, zde používáme spíše pojem doba latence). U infekčních onemocnění hraje inkubační doba významnou roli při posuzování nebezpečnosti onemocnění. Například u nemoci covid-19 může infikovaná osoba v inkubační době vylučovat virus do prostředí před nástupem klinických příznaků. Dosud ale není znám způsob přenosu, který hraje největší roli u bezpříznakových osob. Virus vztekliny se vylučuje do slin zhruba 2-4 dny před nástupem příznaků u infikovaných psů.
Nemoci můžeme rozdělit na nemoci s krátkou inkubační dobou (v rozmezí hodin až dní, např. chřipka, cholera) a nemoci s dlouhou inkubační dobou (v rozmezí měsíců a let, např. vzteklina, AIDS). Creutzfeldtova–Jakobova nemoc má inkubační dobu i třicet let nebo déle.

## Rozpětí inkubační doby
Konkrétní inkubační doba onemocnění u daného jedince je výsledkem mnoha faktorů, včetně toho jak dlouho a v jakém rozsahu byla daná osoba nákaze vystavena, rychlost replikace infekčního patogenu, vnímavost hostitele, imunitní odpověď ad. U mnoha onemocnění je inkubační doba u dospělých delší než u dětí nebo kojenců.
Vzhledem k individuálním rozdílům se inkubační doba vždy vyjadřuje jako rozpětí hodnot. Pokud je to možné, je nejlepší uvádět průměr, 10. percentil a 90. percentil, i když tyto informace nejsou vždy k dispozici. Následující tabulka shrnuje rozpětí inkubační doby pro většinu běžných infekčních nemocí.
| Onemocnění                                                           | Inkubační doba (rozpětí)                         |
| -------------------------------------------------------------------- | ------------------------------------------------ |
| Cellulitis (zánět podkoží, způsobený bakterií Pasteurella multocida) | 0–1 den                                          |
| Plané neštovice                                                      | 9–21 dní                                         |
| Cholera                                                              | 0,5–4/5 dní                                      |
| Virová nasopharyngitis, rhinopharyngitis                             | 1–3 dny                                          |
| Covid-19                                                             | 2–11,5 dní/12,5 dní/14 dní                       |
| Horečka dengue                                                       | 3–14 dní                                         |
| Ebola                                                                | 1–21 dní (95. percentil), 42 dní (98. percentil) |
| Pátá nemoc (Erythema infectiosum)                                    | 13–18 dní                                        |
| Giardióza (Giardiasis)                                               | 3–21 dnů                                         |
| HIV                                                                  | 2–3 týdny až měsíce, i déle                      |
| Infekční mononukleóza                                                | 28–42 dní                                        |
| Chřipka                                                              | 1–3 dni                                          |
| Lepra                                                                | 1–20 i více let                                  |
| Hemoragická horečka Marburg                                          | 5–10 dní                                         |
| Spalničky                                                            | 9–12 dní                                         |
| MERS                                                                 | 2–14 dní                                         |
| Příušnice                                                            | 14–18 dní                                        |
| Gastroenteritida (virem Norovirus)                                   | 1–2 dny                                          |
| Černý kašel                                                          | 7–14 dní                                         |
| Dětská obrna                                                         | 7–14 dní                                         |
| Vzteklina                                                            | 1–3 měsíce, někdy 1 týden až řídce 1 rok         |
| Šestá nemoc (Exanthema subitum, Roseola infantum)                    | 5–15 dní                                         |
| Zarděnky                                                             | 14–21 dní                                        |
| Salmonelóza                                                          | 12–24 hodin                                      |
| Infekce způsobená bakterií Streptococcus pyogenes                    | 1–4 dny                                          |
| SARS                                                                 | 1–10 dní                                         |
| Neštovice                                                            | 7–17 dní                                         |
| Tetanus                                                              | 7–21 dní                                         |
| Tuberkulóza                                                          | 2–12 týdnů                                       |
| tyfus[nepřesný odkaz]                                                | 7–21 dní                                         |

## Jiné významy
- Zoologie: U živočichů rozmnožujících se vejci (vajíčka plazů, ptáků a vejcorodých savců) se pojem inkubační doba používá k označení doby mezi snesením vajec a vylíhnutím mladých jedinců. Viz inkubace vejce.

- Mikrobiologie: V mikrobiologických laboratořích nebo studiích se pojem inkubační doba používá k označení doby potřebné k pomnožení mikroorganismu (bakterie, viru aj.) v podmínkách in vitro.